# Havaika senicula
Havaika senicula är en spindelart som först beskrevs av Simon 1900.  Havaika senicula ingår i släktet Havaika och familjen hoppspindlar. Inga underarter finns listade i Catalogue of Life.